# Word of Mouf
Word of Mouf (englisch für: „Mundpropaganda“) ist das dritte Soloalbum des US-amerikanischen Rappers Ludacris. Es erschien am 5. November 2001 über die Labels Disturbing tha Peace und Def Jam Recordings. Am 21. April 2004 wurde das Album inklusive DVD wiederveröffentlicht.

## Produktion
Bei dem Album fungierten Ludacris selbst und Chaka Zulu als ausführende Produzenten. Fünf Lieder des Albums wurden von dem Musikproduzent Bangladesh produziert, während Jazze Pha und Organized Noize je zwei Instrumentals beisteuerten. Weitere Beats stammen von Timbaland, Swizz Beatz, Jermaine Dupri, P. King, KLC und Jook.

## Covergestaltung
Das Albumcover zeigt Ludacris, der einen riesigen Afro trägt, sowie einen braunen Hund. Beide reißen ihren Mund weit auf und sehen den Betrachter an. Im oberen Teil des Bildes befinden sich die Schriftzüge Ludacris in Gelb und Word of Mouf in Weiß, wobei der Buchstabe O des Worts Mouf von einem roten Mund dargestellt wird.

## Gastbeiträge
Auf 13 Liedern des Albums treten neben Ludacris andere Künstler in Erscheinung. So sind die Rapper I-20 und Fate Wilson mit jeweils vier Mal am meisten vertreten. Weitere Gastauftritte haben die Sänger Nate Dogg und Sleepy Brown sowie die Rapper Mystikal, Jazze Pha, Twista und Jermaine Dupri. Außerdem sind die R&B-Gruppe Jagged Edge, die Rapgruppe Three 6 Mafia, die Rapperin Shawnna sowie Keon Bryce, 4-Ize und Chimere auf je einem Lied zu hören.

## Titelliste
| #  | Titel                             | Gastmusiker                      | Produzent       | Länge |
| -- | --------------------------------- | -------------------------------- | --------------- | ----- |
| 1  | Coming 2 America                  |                                  | Bangladesh      | 4:21  |
| 2  | Rollout (My Business)             |                                  | Timbaland       | 4:56  |
| 3  | Go 2 Sleep                        | I-20, Fate Wilson, Three 6 Mafia | Bangladesh      | 5:10  |
| 4  | Cry Babies (Oh No)                |                                  | Swizz Beatz     | 5:56  |
| 5  | She Said                          | Fate Wilson                      | Organized Noize | 4:33  |
| 6  | Howhere (Skit)                    |                                  | Ludacris, I-20  | 1:11  |
| 7  | Area Codes                        | Nate Dogg                        | Jazze Pha       | 5:03  |
| 8  | Growing Pains                     | Fate Wilson, Keon Bryce          | P. King         | 4:49  |
| 9  | Greatest Hits (Skit)              |                                  | Mike Johnson    | 1:16  |
| 10 | Move Bitch                        | Mystikal, I-20                   | KLC             | 4:30  |
| 11 | Stop Lying (Skit)                 |                                  | Ludacris, I-20  | 1:36  |
| 12 | Saturday (Oooh Oooh!)             | Sleepy Brown                     | Organized Noize | 3:50  |
| 13 | Keep It on the Hush               | Jazze Pha                        | Jazze Pha       | 4:46  |
| 14 | Word of Mouf (Freestyle)          | 4-Ize                            |                 | 2:11  |
| 15 | Get the Fuck Back                 | I-20, Fate Wilson, Shawnna       | Bangladesh      | 5:21  |
| 16 | Freaky Thangs                     | Twista, Jagged Edge              | Bangladesh      | 5:32  |
| 17 | Cold Outside                      | Chimere                          | Jook            | 6:03  |
| 18 | Block Lockdown (Bonustrack)       | I-20                             | Bangladesh      | 4:25  |
|    | Welcome to Atlanta (Hidden Track) | Jermaine Dupri                   | Jermaine Dupri  | 3:24  |

Bonus-DVD der Wiederveröffentlichung 2004:
| # | Titel                         |
| - | ----------------------------- |
| 1 | Rollout (My Business) (Video) |
| 2 | Area Codes (Video)            |
| 3 | Saturday (Oooh Oooh!) (Video) |

## Singleauskopplungen
Als Singles wurden die Lieder Area Codes, Rollout (My Business), Saturday (Oooh Oooh!), Welcome to Atlanta und Move Bitch ausgekoppelt.

## Rezeption
Bei den Grammy Awards 2003 wurde Word of Mouf in der Kategorie Best Rap Album nominiert, unterlag jedoch The Eminem Show von Eminem.

## Kommerzieller Erfolg

### Chartplatzierungen
Word of Mouf stieg am 27. Mai 2002 auf Platz 98 in die deutschen Albumcharts ein und verließ die Top 100 in der folgenden Woche wieder. In den Vereinigten Staaten erreichte das Album Rang 3 und konnte sich insgesamt 59 Wochen in den Top 200 halten, während es im Vereinigten Königreich Position 57 belegte und sich drei Wochen in den Charts hielt.
| ChartsChartplatzierungen       | Höchstplatzierung | Wochen |
| ------------------------------ | ----------------- | ------ |
| Deutschland (GfK)              | 98 (1 Wo.)        | 1      |
| Vereinigte Staaten (Billboard) | 3 (59 Wo.)        | 59     |
| Vereinigtes Königreich (OCC)   | 57 (3 Wo.)        | 3      |

| ChartsJahrescharts (2002)      | Platzierung |
| ------------------------------ | ----------- |
| Vereinigte Staaten (Billboard) | 10          |

### Auszeichnungen für Musikverkäufe
Word of Mouf wurde in den Vereinigten Staaten für über 3,6 Millionen verkaufte Einheiten im Jahr 2002 mit 3-fach-Platin ausgezeichnet. Im Vereinigten Königreich erhielt das Album für mehr als 100.000 Verkäufe im Jahr 2013 eine Goldene Schallplatte. Damit ist es das kommerziell erfolgreichste Album des Rappers.
| Land/Region                  | Auszeichnungen für Musikverkäufe (Land/Region, Auszeichnung, Verkäufe) | Verkäufe  |
| ---------------------------- | ---------------------------------------------------------------------- | --------- |
| Kanada (MC)                  | Platin                                                                 | 100.000   |
| Neuseeland (RMNZ)            | Platin                                                                 | 15.000    |
| Vereinigte Staaten (RIAA)    | 3× Platin                                                              | 3.000.000 |
| Vereinigtes Königreich (BPI) | Gold                                                                   | 100.000   |
| Insgesamt                    | 1× Gold · 5× Platin ·                                                  | 3.215.000 |

Hauptartikel: Ludacris/Auszeichnungen für Musikverkäufe